# Simone Henn
Simone Henn (* 14. März 1977 in Trier) ist eine deutsche Schauspielerin.

## Leben
Simone Henn besuchte nach dem Abitur am Friedrich-Wilhelm-Gymnasium in Trier von 1996 bis 2000 die Hochschule für Musik und Theater in Bern. Durch ein vorzeitiges Engagement am Residenztheater in München machte sie ihr Diplom mit der Rolle der Lydia in dem Stück Die Kassette in der Regie von Anselm Weber. Danach arbeitete sie als Gast am Volkstheater in Wien.
Von 2000 bis 2005 war Simone Henn festes Ensemblemitglied am Staatstheater Hannover. Dort arbeitete sie unter anderem mit den Regisseuren Luc Perceval, Matthias Hartmann, Jossi Wieler, Anselm Weber, Elias Perrig, Sabine Boss, Robert Schuster, Sebastian Nübling und Christina Paulhofer. 2004 war sie als Hedy Flick in Wilde – Der Mann mit den traurigen Augen, Regie: Sebastian Nübling, zu sehen. Diese Produktion wurde zum Theatertreffen in Berlin und vom Goethe-Institut nach Santiago de Chile eingeladen.
Seit 2006 ist sie freiberuflich tätig. 2008 trat sie unter Regie von Roland Schimmelpfennig am Schauspielhaus Zürich in der Rolle „Isabelle“ in Die Ratte auf.
Am Thalia Theater in Hamburg spielte sie 2008 die Rolle der „Ella“ in Regen in Neuköln, Regie: Hasko Weber.
2009 spielte sie am Staatstheater Hannover in der Produktion Listen now, Regie: Barbara Bürk, Musik: Clemens Sienknecht und darauf in der Uraufführung Alles oder Nichts die Rolle der Magarethe Rosenhain auf dem Görlitzer Untermarkt.

## Theater (Auswahl)
- 2000: Das kleine Mädchen in Das Blut von S. Belbel (Regie: Anselm Weber), Volkstheater Wien
- 2000: Lydia in Die Kassette von C. Sternheim (Regie: Anselm Weber), Residenztheater München
- 2001: Dulcinea in Don Quixote nach M. Cervantes (Regie: Sebastian Nübling), Staatstheater Hannover
- 2001: Dunjascha in Der Kirschgarten (Regie: Luc Perceval), Staatstheater Hannover
- 2001: Hilde Wangel in Baumeister Solness von H.Ibsen (Regie: Anselm Weber), Staatstheater Hannover
- 2001: Krankenschwester in Irre von R. Goetz (Regie: Jossi Wieler), Staatstheater Hannover
- 2002: Nike in Nike von Thea Dorn (Regie: Sabine Boss), Staatstheater Hannover
- 2002: Mary Warren in Hexenjagd von A. Miller (Regie:Elias Perrig), Staatstheater Hannover
- 2002: Clara in Fahrenheit 451 von R.Bradbury (Regie:Fred Kelemen), Staatstheater Hannover
- 2003: Seraphine in Komödie der Verführung von A. Schnitzler (Regie: Matthias Hartmann), Schauspielhaus Bochum
- 2003: Anna Petrovna in Platonov von A. Tschechow (Regie: Robert Schuster), Staatstheater Hannover
- 2003: Rosaura in Das Leben ist Traum von Calderon (Regie: Michael Talke), Staatstheater Hannover
- 2004: Miranda in 5 Goldringe von Joanna Laurens (Regie: Christina Paulhofer), Staatstheater Hannover
- 2004: Hedy Flick in Wilde – Der Mann mit den traurigen Augen von Händl Klaus (Regie:Sebastian Nübling), Staatstheater Hannover
- 2004: Mutter Gottes/Orgeluse in Parzival von A. Muschg (Regie: Stefan Otteni), Staatstheater Hannover
- 2005: Kalerija in Sommergäste von Maxim Gorki (Regie: Anselm Weber), Staatstheater Hannover
- 2006: Maria in Was ihr wollt von Shakespeare (Regie: Sebastian Nübling), Staatstheater Hannover
- 2007: Isabelle in Die Ratte von Justine del Cortes (Regie: Roland Schimmelpfennig), Schauspielhaus Zürich
- 2008: Ella in Regen in Neuköln von Paul Brodowski (Regie: Hasko Weber), Thalia Theater Hamburg
- 2009/2010: Magarethe Rosenhain in Alles oder Nichts von Rene Harder (Regie:Rene Harder), Sommertheater Görlitz

## Filmografie
- 2003: Fahrenheit 451 – Regie: Fred Kelemen (Kurzfilm)
- 2007: Häh? – Regie: Kristina Magdalena Henn (Kurzfilm)
- 2012: Moby-Dick Projekt – Regie: Jan Eilhardt (Kurzfilm)
- 2013: Ostwind – Regie: Katja von Garnier